# Montjustin-et-Velotte
Montjustin-et-Velotte és un municipi francès situat al departament de l'Alt Saona i a la regió de Borgonya - Franc Comtat. L'any 2007 tenia 133 habitants.

## Demografia

### Població
El 2007 la població de fet de Montjustin-et-Velotte era de 133 persones. Hi havia 56 famílies, de les quals 16 eren unipersonals (12 homes vivint sols i 4 dones vivint soles), 20 parelles sense fills i 20 parelles amb fills.
La població ha evolucionat segons el següent gràfic:
Habitants censats

### Habitatges
El 2007 hi havia 69 habitatges, 56 eren l'habitatge principal de la família, 6 eren segones residències i 7 estaven desocupats. 67 eren cases i 2 eren apartaments. Dels 56 habitatges principals, 48 estaven ocupats pels seus propietaris, 7 estaven llogats i ocupats pels llogaters i 1 estava cedit a títol gratuït; 1 tenia una cambra, 3 en tenien dues, 5 en tenien tres, 16 en tenien quatre i 31 en tenien cinc o més. 40 habitatges disposaven pel capbaix d'una plaça de pàrquing. A 26 habitatges hi havia un automòbil i a 28 n'hi havia dos o més.

### Piràmide de població
La piràmide de població per edats i sexe el 2009 era:
| Homes | Edats   | Dones |
| ----- | ------- | ----- |
| 0     | 95 o +  | 0     |
| 4     | 90 a 94 | 0     |
| 0     | 85 a 89 | 4     |
| 4     | 80 a 84 | 4     |
| 4     | 75 a 79 | 0     |
| 8     | 70 a 74 | 8     |
| 0     | 65 a 69 | 4     |
| 0     | 60 a 64 | 0     |
| 0     | 55 a 59 | 8     |
| 0     | 50 a 54 | 0     |
| 4     | 45 a 49 | 0     |
| 4     | 40 a 44 | 4     |
| 4     | 35 a 39 | 4     |
| 8     | 30 a 34 | 12    |
| 0     | 25 a 29 | 0     |
| 0     | 20 a 24 | 0     |
| 0     | 15 a 19 | 12    |
| 8     | 10 a 14 | 4     |
| 4     | 5 a 9   | 4     |
| 0     | 0 a 4   | 12    |

## Economia
El 2007 la població en edat de treballar era de 79 persones, 64 eren actives i 15 eren inactives. De les 64 persones actives 63 estaven ocupades (36 homes i 27 dones) i 1 aturada (1 dona i 1 dona). De les 15 persones inactives 7 estaven jubilades, 3 estaven estudiant i 5 estaven classificades com a «altres inactius».

### Ingressos
El 2009 a Montjustin-et-Velotte hi havia 56 unitats fiscals que integraven 145 persones, la mediana anual d'ingressos fiscals per persona era de 14.038 €.

### Activitats econòmiques
Dels 3 establiments que hi havia el 2007, 1 era d'una empresa de fabricació d'altres productes industrials, 1 d'una empresa de serveis i 1 d'una empresa classificada com a «altres activitats de serveis».
Dels 2 establiments de servei als particulars que hi havia el 2009, 1 era un taller de reparació d'automòbils i de material agrícola i 1 perruqueria.
L'any 2000 a Montjustin-et-Velotte hi havia 13 explotacions agrícoles que ocupaven un total de 1.089 hectàrees.

## Poblacions més properes
El següent diagrama mostra les poblacions més properes.